# Ferreiros (Braga)
Ferreiros ist ein Ort und eine ehemalige Gemeinde (Freguesia) im Norden Portugals.

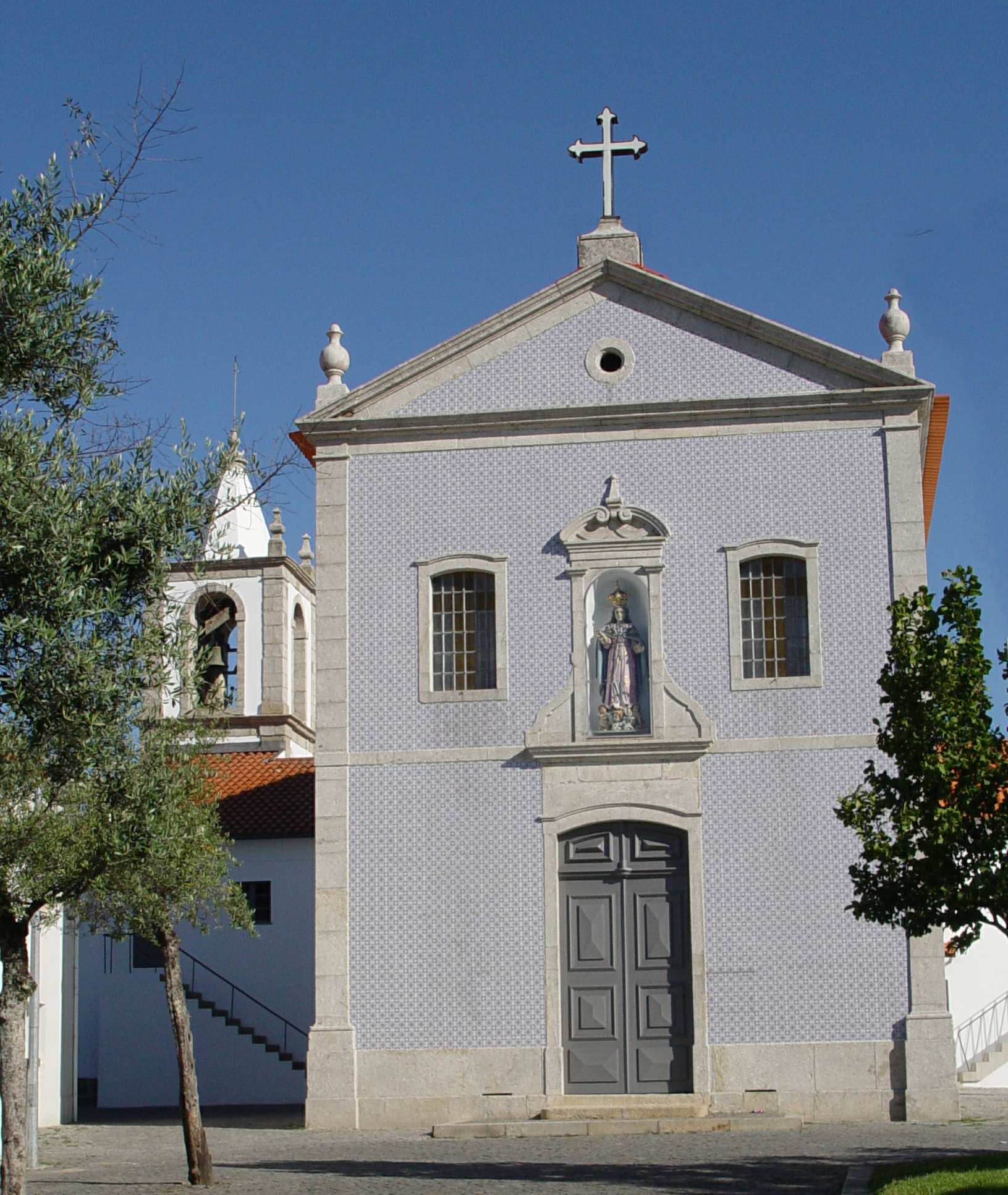
Kirche von Ferreiros

Ferreiros gehört zum Kreis und zur Stadt (pt: Cidade) Braga im Distrikt Braga. Die Gemeinde hatte eine Fläche von 2,6 km² und 7748 Einwohner (Stand 30. Juni 2011).
Am 29. September 2013 wurden die Gemeinden Ferreiros und Gondizalves zur neuen Gemeinde União das Freguesias de Ferreiros e Gondizalves zusammengeschlossen. Ferreiros ist Sitz dieser neu gebildeten Gemeinde.

## Bauwerke
- Igreja de Ferreiros
- Capela da Misericórdia (Ferreiros-Braga)